# Самша-2
Самша-2 — деревня в Весьегонском муниципальном округе Тверской области.

## География
Деревня находится в северо-восточной части Тверской области на расстоянии приблизительно 7 км на юго-запад по прямой от районного центра города Весьегонск на правом берегу речки Кесьма.

## История
Самша упоминалась в 1585 году как пустошь. Появилась как хутор в начале XX века. Дворов было 32 (1963), 20 (1993), 12 (2008). До 2019 года входила в состав Ивановского сельского поселения до упразднения последнего.

## Население
Численность населения: 91 человек (1963), 34(1993), 24 (русские 96 %) в 2002 году, 26 в 2010.